# ラデュレ

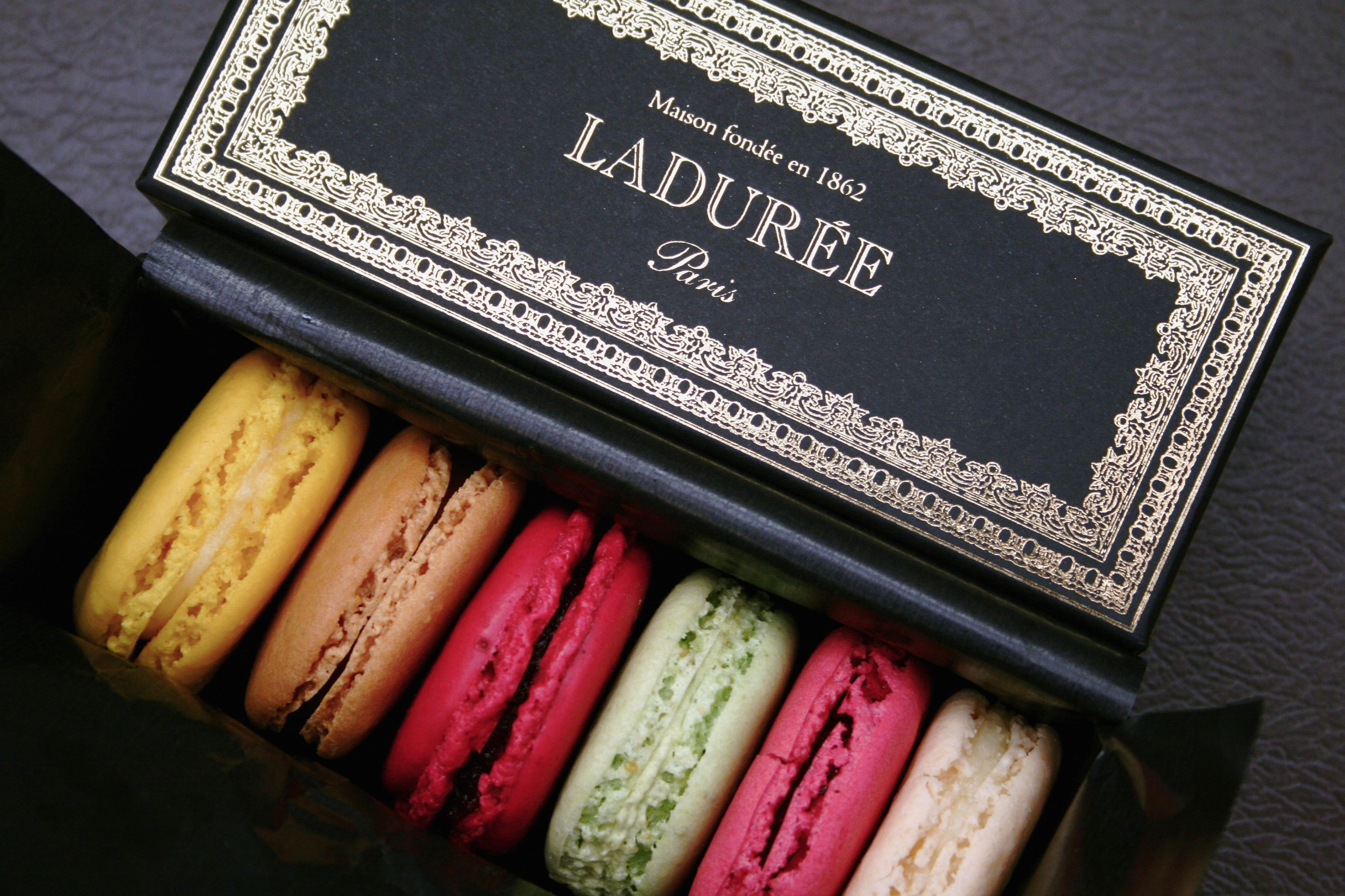
ラデュレの箱入り6個セットのマカロン

ラデュレ (Ladurée) とは、1862年創業のフランスパリのパティスリー。マカロン・パリジャンの発祥のお店。

## 概要
1862年、フランス南西部で製粉業を営んでいたルイ＝エルネスト・ラデュレ (Louis Ernest Ladurée) が、当時新興ビジネス街として栄え、フランス屈指の高級職人たちが拠点としたパリのマドレーヌ界隈にあるロワイヤル通り16番地にブーランジュリーを開店したことから始まる。
1871年に火災が起き、ブーランジュリーはパティスリーに生まれ変わった。内装はオペラ・ガルニエの天井画などを手がけた有名なポスター作家、ジュール・シェレ (Jules Cheret) に任され、彼がロワイヤル店の天井に描いた「パティシエ天使」は、その後のラデュレを象徴する存在となる。
ラデュレの妻、ジャーヌ・スシャールは、パリのカフェとパティスリーという2つの異なるジャンルをミックスさせることを思いつき、女性たちが自由に来られるパリで最初のサロン・ド・テが誕生した。
20世紀中盤、ラデュレの従弟ピエール・デフォンテーヌが2つのマカロンの間にガナッシュ（クリーム）を挟むことを提案し、これが「マカロン・パリジャン」の始まりとなった。以来、当時の作り方がそのまま守り続けられている。
1993年、パン屋チェーンのオルデー・グループ (Groupe Holder) の創設者である父フランシス・オルデーと、息子で元パン職人兼パティシエ見習いのダヴィッド・オルデー (David Holder) はラデュレを買収し、ダヴィッドがラデュレの社長となる。
1997年9月、アベニューシャンゼリゼ75番地にラデュレ・シャンゼリゼを開店させた。ナポレオン3世様式の特徴である古い時代の大理石や浮き彫り装飾、2階にある高価な調度品で飾られた一続きの小さなサロンなど、 " L’art de vivre à la française" （フランス流美しき生活）を象徴する場所となる。
現在ではフランスをはじめ、イギリス、日本、イタリア、レバノン、アメリカなど、国際的に展開している。各店舗は「御婦人方が寛いでお喋りを嗜んでいた昔の談話サロン」をイメージして内装が施されており、19世紀当時の内装を活かしている「ラデュレ・ロワイヤル」と「ラデュレ・ジュネーブ」の他は現代インテリアデザイナーがイメージテーマに添って担当している。

## 関連展開
スクレ・ラデュレ (Les Secrets de Ladurée)
「スクレ・ラデュレ」（フランス語で「スクレSecrets」は「秘密」を意味する）は、ラデュレのコンセプトによるギフトシリーズ。エコバッグやキーホルダー、ステーショナリー、ハンカチなどを展開している。
ラデュレ・ボーテ (Ladurée Beauté)
2007年にラデュレ初のボーテラインである「ラデュレ・ボーテ」が発売された。保温効果が高いことでも知られ、メゾンのパティスリーの主要な材料としても使われているアーモンドをベースとしている。また、翌年にはローズとヴィオレットのラインも登場し、スキンケアの他にルームキャンドルやルームパルファンが展開されている。
レ・メルヴェイユーズ ラデュレ (Les Merveilleuses LADURÉE)
2011年に立ち上げられた「美しき裏切り」をコンセプトとしたメイクアップラインで、特に頬紅に力を入れている。ブランド名の「レ・メルヴェイユーズ」とは、フランス革命を経た恐怖政治後に自由と解放への希求として、意欲的な美しさを楽しむことを先進的な化粧や髪型や服装をもって表現し、活躍した誇り高き貴族の令嬢たちの呼び名から採られている。